# Badenwerk

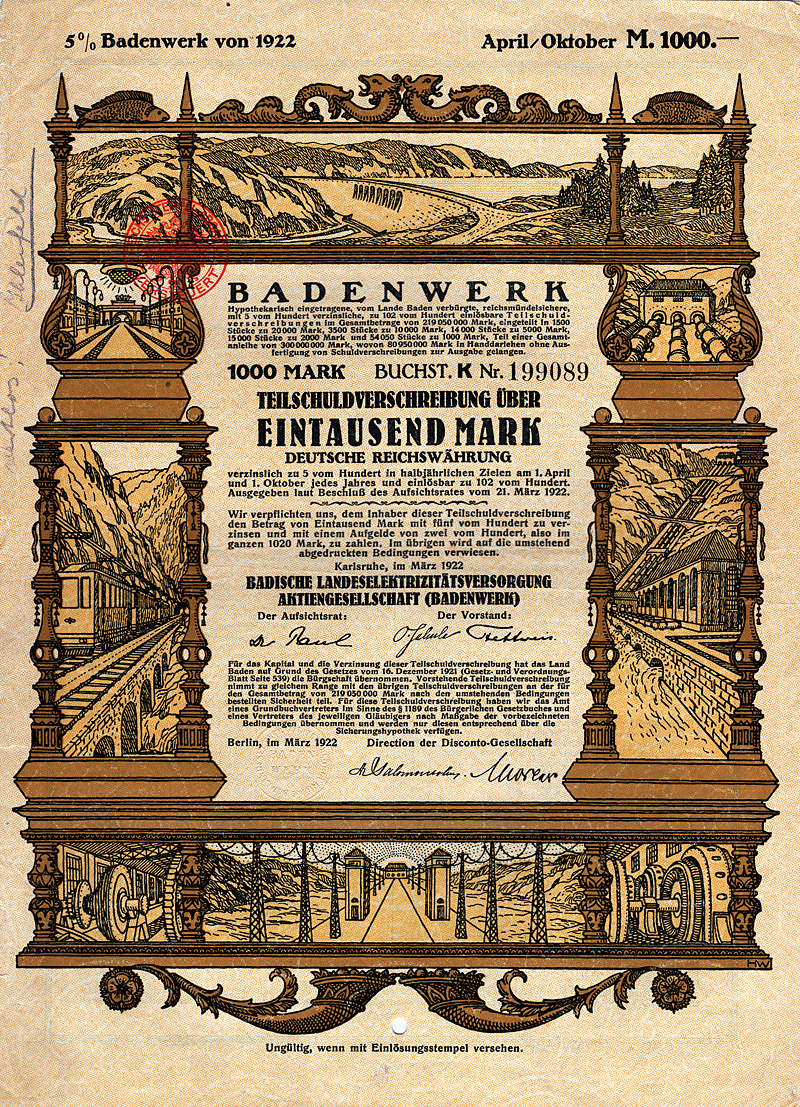
Teilschuldverschreibung über 1000 Mark der Badischen Landeselektrizitätsversorgung AG vom März 1922

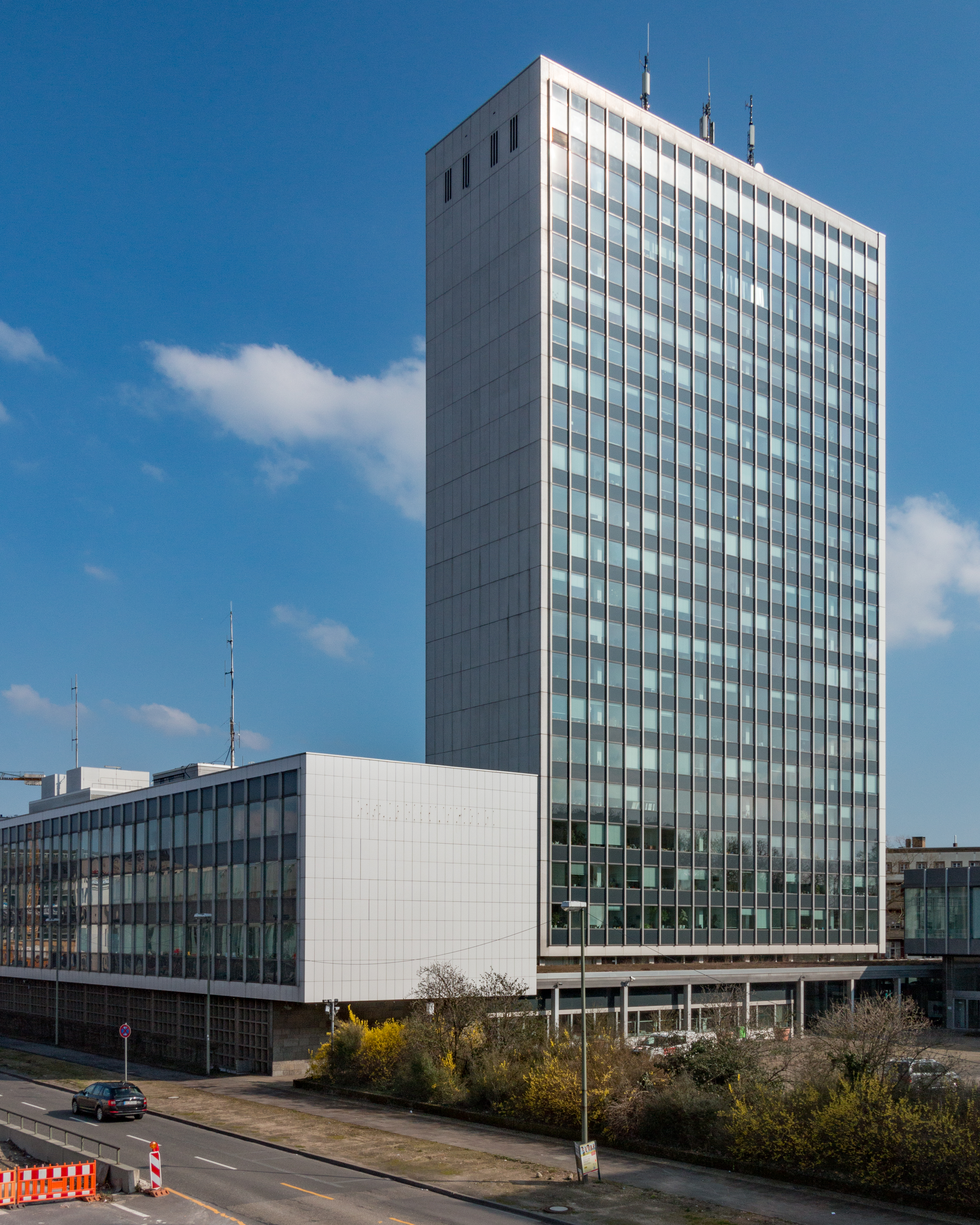
Ehemalige Verwaltungsgebäude der Badenwerk AG in Karlsruhe, anschließend Landratsamt des Landkreises Karlsruhe, seit 2023 abgerissen.

Die Badenwerk AG, ursprünglich Badische Landes-Elektrizitäts-Versorgungs AG, war ein vom Juli 1921 bis zum 31. Dezember 1996 bestehendes Energieversorgungsunternehmen mit Sitz in Karlsruhe. Nachfolger mit gleichem Sitz ist die EnBW.
Grundstein war ein Gesetz aus dem Jahre 1912, mit dem der Bau und Betrieb eines staatlichen Wasserkraftwerks an der Murg bei Forbach im Schwarzwald geregelt wurde, die Murgtalsperre. Das Kraftwerk wurde während des Ersten Weltkriegs gebaut. Wegen des wachsenden Strombedarfs musste das Werk bald um eine zweite Baustufe erweitert werden, siehe Rudolf-Fettweis-Werk.
Das Herzstück und Grundkapital der neu gegründeten Badischen Landes-Elektrizitäts-Versorgungs AG bildete dieses, als „Murgwerk“ bekannte Kraftwerk. Das Land Baden brachte alle ihm gehörenden Anlagen zur Stromversorgung in diese Gesellschaft ein. 1938 erfolgte die Namensänderung in Badenwerk AG.

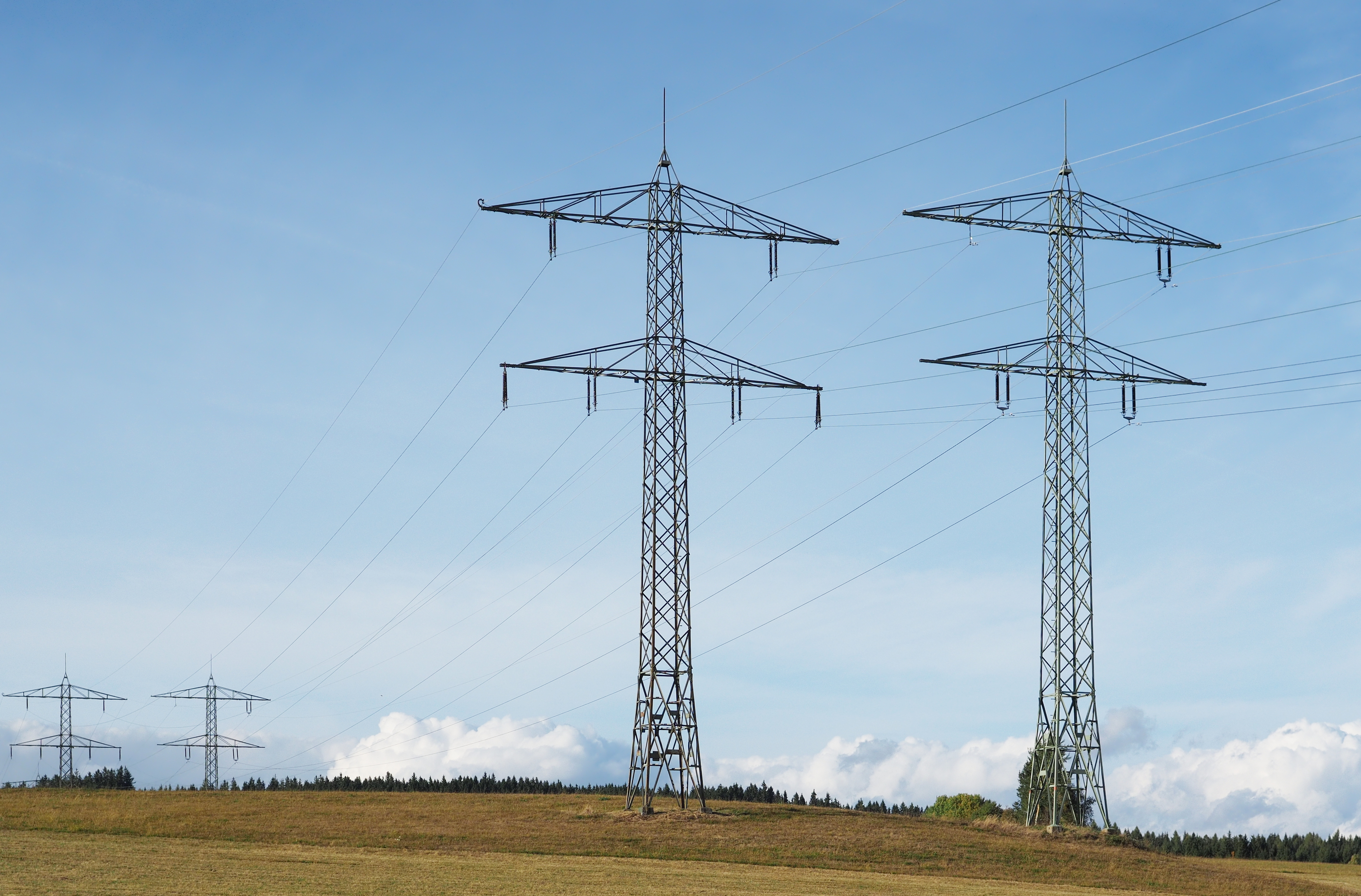
Die typische Bauform von Hochspannungsmasten des Badenwerks waren Donaumasten, welche über eine verlängerte Traverse zur Aufnahme von zwei Erdseilen verfügen, hier beim Schluchseewerk.

Der badische Landtag verpflichtete sich, das gesamte Grundkapital der Badenwerk AG stets im staatlichen Besitz zu halten. Diese Verpflichtung wurde 1970 vom baden-württembergischen Landtag aufgehoben. Das Land war jedoch weiterhin Hauptaktionär des Badenwerks bzw. – nach der Fusion zum 1. Januar 1997 mit der Energie-Versorgung Schwaben AG (EVS) – der Energie Baden-Württemberg AG (EnBW). 
Im Jahr 1999 verkaufte das Land Baden-Württemberg seine EnBW-Aktien an die Électricité de France (EDF), 2010 wurde zurückgekauft, auf Betreiben des seinerzeitigen Ministerpräsidenten Stefan Mappus ohne haushaltsrechtliche Grundlage (EnBW-Affäre).